# Močvarni taksodij
Močvarni taksodij (močvarni čempres, lat. Taxodium distichum), vrsta drveta iz porodice čempresovki raširenog po sjevernoameričkom jugu i jugoistoku.
To je crnogorično listopadno stablo vodenih i močvarnih terena, koje naraste do 45 metara visine, i promjera 150 cm. Crvenosmeđe je kore, i korijena koje u nakupinama izbija iz zemlje i raste do pola metra u visinu, kako bi zbog prozračivanja biljke provelo kisik do podzemnih korijena koji rastu u vodi.
Drvo mi je mekano i otporno na vodu, pa se koristi u gradnji čamaca